# Copa Súper 20 2025
La Copa Súper 20 2025 fue la 3.ª edición de este certamen. Se disputó en el Estadio Salvador Bonilla de Rosario los días 3 y 4 de marzo de 2025.
El campeón fue Boca Juniors que derrotó por 71-65 a Instituto y se proclamó campeón por primera vez de la Copa.

## Equipos participantes
| Equipo           | Clasificación                              | Participación |
| ---------------- | ------------------------------------------ | ------------- |
| Boca Juniors     | 1.º en la Liga Nacional de Básquet 2024-25 | 1.ª           |
| Riachuelo        | 2.º en la Liga Nacional de Básquet 2024-25 | 1.ª           |
| Instituto        | 3.º en la Liga Nacional de Básquet 2024-25 | 3.ª           |
| Obras Sanitarias | 4.º en la Liga Nacional de Básquet 2024-25 | 2.ª           |

## Cuadro
|  | Semifinales      | Semifinales |           |              | Final | Final |  |
|  |                  |             |           |              |       |       |  |
|  |                  |             |           |              |       |       |  |
|  | Boca Juniors     | 91          |           |              |       |       |  |
|  | Boca Juniors     | 91          |           |              |       |       |  |
|  | Obras Sanitarias | 82          |           |              |       |       |  |
|  | Obras Sanitarias | 82          |           | Boca Juniors | 71    |       |  |
|  |                  |             |           | Boca Juniors | 71    |       |  |
|  |                  |             | Instituto | 65           |       |       |  |
|  | Riachuelo        | 84          | Instituto | 65           |       |       |  |
|  | Riachuelo        | 84          |           |              |       |       |  |
|  | Instituto        | 92          |           |              |       |       |  |
|  | Instituto        | 92          |           |              |       |       |  |
|  |                  |             |           |              |       |       |  |

### Semifinales
| 3 de marzo de 2025 | Riachuelo                                                                      | 84–92                                 | Instituto                                                                 | Rosario |  |
| 19:00 (UTC-3)      | Parciales: 23-24, 17-18, 18-23, 26-27                                          | Parciales: 23-24, 17-18, 18-23, 26-27 | Parciales: 23-24, 17-18, 18-23, 26-27                                     | |  |
|                    | Estadísticas Juan Pablo Corbalán (22) Federico Aguerre (9) Diego Figueredo (3) | Reporte Pts Reb Asts                  | Estadísticas (19) Nicola Pomoli (6) Bautista Lugarini (5) Leandro Vildoza | Pabellón: Estadio Salvador Bonilla Árbitros: Alejandro Chiti Julio Dinamarca Gonzalo Delsart Televisión: Basquetpass.TV |  |

| 3 de marzo de 2025 | Boca Juniors                                                        | 91–82                                               | Obras Sanitarias                                                   | Rosario |  |
| 21:30 (UTC-3)      | Parciales: 19-20, 16-15, 25-21, 12-16 (T.E.: 19-10)                 | Parciales: 19-20, 16-15, 25-21, 12-16 (T.E.: 19-10) | Parciales: 19-20, 16-15, 25-21, 12-16 (T.E.: 19-10)                | |  |
|                    | Estadísticas José Vildoza (23) Sebastián Vega (12) José Vildoza (5) | Reporte Pts Reb Asts                                | Estadísticas (27) Chris Clarke (11) Chris Clarke (2) Dos jugadores | Pabellón: Estadio Salvador Bonilla Árbitros: Juan Fernández Oscar Brítez Alberto Ponzo Televisión: Basquetpass.TV |  |

### Final
| 4 de marzo de 2025 | Boca Juniors                                                                            | 71–65                                 | Instituto                                                            | Rosario |  |
| 21:00 (UTC-3)      | Parciales: 18-16, 13-12, 21-17, 19-20                                                   | Parciales: 18-16, 13-12, 21-17, 19-20 | Parciales: 18-16, 13-12, 21-17, 19-20                                | |  |
|                    | Estadísticas T. Cooper, F. Giorgetti (14) F. Giorgetti, M. Delía (9) Santiago Scala (6) | Reporte Pts Reb Asts                  | Estadísticas (18) Emmitt Holt (11) Nicola Pomoli (4) Leandro Vildoza | Pabellón: Estadio Salvador Bonilla Árbitros: Fabricio Vito Diego Rougier Raúl Sánchez Televisión: Basquetpass.TV |  |